# Handball Scafati
Le Handball Scafati était un club de handball qui se situait à Scafati en Italie. 

## Palmarès
- Championnat d'Italie (1) : 1984